# Johannes Voigtmann
Johannes Voigtmann, né le 30 septembre 1992, à Eisenach, en Allemagne, est un joueur international allemand de basket-ball. Il évolue au poste de pivot. Il est reconnu pour son adresse au tir extérieur.

## Biographie
En juillet 2019, Voigtmann rejoint le CSKA Moscou, champion d'Europe en titre, avec un contrat de deux ans. Il signe un nouveau contrat de deux ans avec le club moscovite en juin 2021. Après l'invasion de l'Ukraine par la Russie en février 2022, Voigtmann quitte le CSKA.
En septembre 2022, Voigtmann s'engage pour deux saisons avec l'Olimpia Milan, club italien qui participe à l'EuroLigue.
Le 14 août 2024, il signe avec le Bayern Munich pour trois saisons.

## Palmarès
- Vainqueur de la Coupe du monde 2023
- Troisième au Championnat d'Europe 2022
- Champion de Russie et vainqueur de la VTB United League 2021 avec le CSKA Moscou
- Vainqueur de la Coupe d'Europe FIBA en 2016